# Cadenza

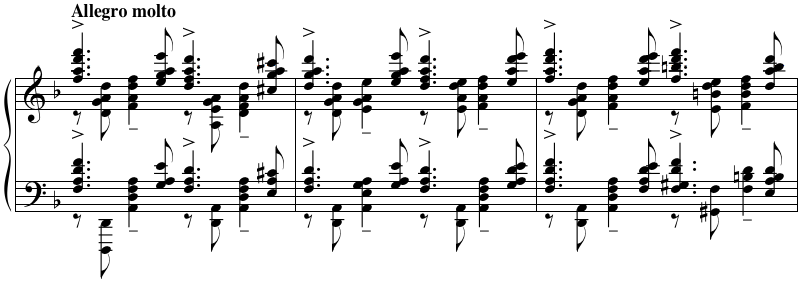
Un fragmento de la cadenza original (ossia) del Concierto para piano n.º 3 de Rajmáninov.

Una cadenza (término italiano que significa cadencia) en música es, genéricamente, un pasaje ornamental anotado en partitura o improvisado interpretado o cantado por un solista o solistas, normalmente con un estilo rítmico "libre", y a menudo como exhibición virtuosística.
Una cadenza es el momento dentro del concierto en el que la orquesta interrumpe el toque de los instrumentos, dejando al solista un tiempo libre que puede ser improvisado, aunque normalmente ya están escritas de antemano. Puede ser que para un mismo concierto haya varias cadenzas. Esto ocurre normalmente al final del primer movimiento, aunque puede ocurrir en cualquier momento del concierto. Un ejemplo es el Concierto para piano n.º 1 de Chaikovski, donde en los cinco primeros minutos se ejecuta una cadenza, o en las Pequeñas Czardas de Pedro Iturralde . Otro ejemplo claro son los dos conciertos para piano de Franz Liszt, en el primero en mi bemol mayor, se ejecuta una cadenza después de una corta introducción de la orquesta, a los pocos compases de haber iniciado la obra, y en el segundo concierto en la mayor, después de una introducción en un tempo lento el piano ejecuta una breve cadenza para cambiar la idea melódica y cambiar a un tempo más rápido y agitado. Sin embargo, en la mayoría de los conciertos se puede oír la cadenza casi al final de la obra pero esto ocurre mayormente en obras de alrededor del siglo XVIII en las cuales no existían ciertas libertades para la composición.
Originalmente las cadenzas datan de la ópera en las cuales el solista improvisaba ornamentos en la cadencia final de una aria (de ahí proviene el nombre, como variación de la palabra cadencia), posteriormente se ejecutaban como una improvisación en los conciertos, luego comenzaron a ser escritas. Un ejemplo puede ser Beethoven, quien escribió las cadenzas en sus cuatro primeros conciertos para piano. Luego de esto se escribían las cadenzas de forma casi obligatoria y cada vez fueron aumentando de tamaño y dificultad. Por ejemplo la cadenza en el Concierto para piano en la menor de Edvard Grieg es de dificultad y duración media o normal, sin embargo, en obras como el Concierto para piano n.º 2 de Prokófiev o en el Concierto para piano n.º 3 de Rajmáninov la cadenza asume proporciones y una dificultad enormes, como si fuesen un movimiento adicional.
Pese a todo, un concierto no debe incluir una cadenza de forma obligatoria, dos ejemplos de esto son el Concierto para piano n.º 5 de Beethoven y el Concierto para piano n.º 1 de Chopin, ambos carentes de cadenza, o al menos de la indicación de cadenza, ya que poseen ciertas secciones virtuosas para el solista que podrían ser consideradas como tal. También encontramos cadenzas en solos instrumentales con piano u otro acompañamiento, situados cerca del principio o del final o en ambos. Por ejemplo "The Maid of the Mist," solo de corneta por Herbert L. Clarke, o un ejemplo más moderno: el final de "Think of Me" en el que Christine Daaè canta una corta pero apasionada cadenza, en El fantasma de la ópera de Andrew Lloyd Webber.

## Ejemplos notables
- En el quinto Concierto de Brandeburgo de Bach, el final del primer movimiento es protagonizado por un solo de clave.
- En la Sonata para piano en si bemol mayor, K. 333 de Mozart, el tercer movimiento incluye una cadenza, que fue una inusual elección porque el movimiento sigue la forma sonata-rondó.
- El Concierto para piano n.º 5 de Beethoven empieza con tres cortas cadenzas. Son notables porque el compositor especifica que el solista debe tocar la música escrita en la partitura, y no improvisar por su cuenta.
- En la Quinta sinfonía de Beethoven incluyó un famoso solo parecido a una cadenza para oboe en la recapitulación del primer movimiento.
- En el Concierto para violín Op. 61, Beethoven compuso una cadenza para la versión para piano de este concierto en la que los timbales acompañan al piano, idea que otros han tomado para sus cadenzas de la versión original para violín. Joachim también compuso una cadenza para este concierto que prefiere interpretar, por ejemplo, Leonid Kogan.

- En el Capricho español de Nikolái Rimski-Kórsakov, el cuarto movimiento Scena di Canta Gitano, contiene cadenzas para violín, arpa, clarinete, y flauta al comienzo de la obra.
- En el Concierto para piano n.º 3 de Rajmáninov, el primer movimiento contiene una larga y difícil cadenza de estilo toccata con una cadenza alternativa y ossia' escrita en un pesado estilo acordal.
- En el Concierto para piano en la menor de Grieg, el primer movimiento tiene una larga y apasionada cadenza que finaliza con la orquesta y el piano sonando juntos en un inquietante final.
- Las cadenzas de Fritz Kreisler para el primer y tercer movimientos del Concierto para violín de Beethoven.
- La cadenza de Carl Baermann para el segundo movimiento del Concierto para clarinete de Mozart.
- El Concierto para clarinete de Aaron Copland contiene una cadenza para conectar los dos movimientos.
- Los dos conciertos para violín de Karol Szymanowski presentan cadenzas escritas por el violinista que iba a interpretarlos, Pavel Kochańsk
- En el Concierto para violonchelo n.º 1 de Shostakovich el tercer movimiento.

### Cadenzas compuestas
Compositores que han escrito cadenzas para otros intérpretes en obras que no son suyas:
- Benjamin Britten: Concierto para violonchelo en do de Haydn, para Mstislav Rostropóvich.
- Karlheinz Stockhausen: para varios conciertos de Mozart para instrumentos de viento, para sus hijos.
- Friedrich Wührer ha compuesto y publicado cadenzas para varios conciertos de piano de Mozart K. 467; K. 491 y K. 537 .
- David Johnstone: A Manual of Cadenzas and Cadences for Cello, pub. Creighton's Collection, 2007